# Cenxi
Cenxi (岑溪市S, CénxīP) è una città-contea della Cina, situata nella regione autonoma di Guangxi e amministrata dalla prefettura di Wuzhou.